# Eck-Prozess
Der Eck-Prozess war der nach dem Hauptangeklagten Kapitänleutnant Heinz-Wilhelm Eck benannte Kriegsverbrecherprozess, in dem das Geschehen nach der Versenkung des griechischen Frachtschiffs Peleus durch das von Eck kommandierte deutsche U-Boot U 852 in der Nacht vom 13. März auf den 14. März 1944 aufgearbeitet wurde. Der viertägige Prozess, in dem neben Eck noch der Zweite Offizier August Hoffmann, der Bordarzt Walter Weispfennig, der Leitende Ingenieur Hans Lenz und der Matrose Wolfgang Schwender von U 852 angeklagt waren, fand vom 17. bis 21. Oktober 1945 im Curiohaus im britisch besetzten Hamburg statt. Es war der einzige Kriegsverbrecherprozess, der nach dem Zweiten Weltkrieg von den Alliierten gegen Mitglieder deutscher U-Boot-Besatzungen geführt wurde.

## Der Hauptangeklagte
Der am 27. März 1916 in Hamburg geborene Eck trat 1934 in die Reichsmarine ein und wurde 1937 Offizier. Er wurde zunächst auf Minensuchern eingesetzt und war von 1939 bis 1942 Kommandant auf einem Minensuchboot. 1942 meldete er sich freiwillig zur U-Boot-Waffe und fuhr vom Herbst 1942 bis Frühjahr 1943 als Kommandantenschüler auf U 124 zur Vorbereitung auf ein eigenes Kommando. 1943 erhielt er das Kommando über das neu in Dienst gestellte U 852 (Typ IX D2-Boot), das nach Tests und Mannschaftsausbildung am 18. Januar 1944 von Kiel aus zu seiner einzigen Feindfahrt auslief. Das Boot sollte zu den Monsunbooten in Fernost stoßen.
Nach der Peleus versenkte Eck den britischen Frachter Dahomian; dann setzte er U 852 am 3. Mai 1944 an der Küste von Somalia auf den Strand und wurde von britischen Soldaten gefangen genommen.

## Der Peleus-Zwischenfall
Vor dem Auslaufen von U 852 wurde Eck von zwei erfahrenen U-Boot-Kommandanten, Adalbert Schnee und Günter Hessler, instruiert. Schnee wies Eck darauf hin, dass U 852 wegen seiner Größe und langsamen Tauchgeschwindigkeit für Flugzeuge ein leichtes Ziel sei und dass Eck eine Entdeckung durch die alliierte Luftüberwachung im Atlantik vermeiden solle. Schnee wies Eck insbesondere darauf hin, dass ein Trümmerfeld, das die Versenkung eines Schiffes hinterließ, für alliierte Flieger noch tagelang zu erkennen sei. Schnee unterstrich diese Warnung und wies darauf hin, dass die vier mit U 852 baugleichen Boote U 199, U 848, U 849 und U 850 alle im Südatlantik verloren gegangen waren.
Auch Hessler, Stabschef in der Operationsabteilung des Befehlshabers der Unterseeboote (BdU), wiederholte die Warnung und empfahl Eck, im Atlantik alles zu vermeiden, was die Aufmerksamkeit des Feindes erregen könnte. Weitere Instruktionen erhielt Eck von Korvettenkapitän Karl-Heinz Moehle, einem erfahrenen U-Boot-Kommandanten und Befehlshaber der U-Boot-Basis Kiel. Moehle diskutierte mit Eck den Laconia-Zwischenfall. Der aufgrund dieses Zwischenfalles ergangene Laconia-Befehl war zu diesem Zeitpunkt in allen Einsatzbefehlen der deutschen U-Boote enthalten.
U 852 sichtete am 13. März 1944 im Südatlantik den griechischen Frachter Peleus, ein 1928 in England gebautes Schiff mit 35 Mann Besatzung, das unter Charter des britischen Verkehrsministeriums unter Ballast von Freetown nach Südamerika fuhr. Eck brachte U 852 vor die Peleus in Angriffsposition und torpedierte sie nach Einbruch der Dunkelheit mit zwei Überwasserschüssen. Beide Torpedos trafen und die Peleus sank sehr schnell. Wie viele Mitglieder der Frachterbesatzung das sinkende Schiff noch verlassen konnte, ist nicht bekannt; es wird angenommen, dass es nicht viele waren. Der erste Offizier wurde von der Brücke ins Wasser geschleudert; einige Besatzungsmitglieder an Deck sprangen in den Atlantik. Die Überlebenden klammerten sich an Wrackteile, außerdem hatte die Peleus an Deck gelagerte Rettungsflöße, die beim Versinken des Schiffes an die Wasseroberfläche kamen.
U 852 fuhr langsam durch die Trümmer; auf der Brücke befanden sich zu diesem Zeitpunkt Eck, sein erster Wachoffizier, Oberleutnant z. S. Gerhard Colditz und zwei Matrosen. Während des Durchfahrens des Trümmerfeldes kam auch der Bordarzt von U 852, Oberstabsarzt Walter Weispfennig, auf die Brücke. Da zu den Befehlen Ecks auch gehörte, Überlebende versenkter Schiffe nach Schiffsnamen, Fracht und ähnlichen Informationen zu befragen, ließ Eck ferner seinen Englisch sprechenden Chefingenieur Hans Lenz an Deck rufen. Mit Lenz kam auch der zweite Wachoffizier August Hoffmann an Deck, der eigentlich nicht Dienst hatte. Diese beiden Offiziere begaben sich an den Bug, während Eck das U-Boot neben ein Rettungsfloß manövrierte, auf dem sich vier Überlebende, darunter der dritte Offizier der Peleus befanden, den man an Bord des U-Bootes holte und befragte. Dieser teilte Lenz und Hoffmann neben Schiffsnamen, Kurs und Last auch mit, dass ein weiterer, langsamerer Frachter der Peleus auf dem gleichen Kurs folgte. Danach wurde der Offizier zurück auf das Rettungsfloß gebracht.
Eck äußerte auf der Brücke des Bootes seine Bedenken aufgrund der Größe und Lage des Trümmerfeldes. Er befürchtete, dass die Luftüberwachung durch von Freetown aus gestartete Flugzeuge die Versenkungsstelle erkennen würde, wodurch die Präsenz eines deutschen U-Bootes bekannt würde. Dies würde eine umfangreiche U-Boot-Jagd auslösen, bei der U 852 wie die vorangegangenen Boote kaum Chancen haben würde.
Ecks Möglichkeiten waren begrenzt: Wäre er mit maximaler Überwasserfahrt weitergefahren, hätte das Boot bis zum Morgen ungefähr 200 Seemeilen zurückgelegt und sich noch immer im Bereich der Luftüberwachung befunden. Zudem hätte das Boot dabei viel seines begrenzten Treibstoffs verbraucht. Eck entschied daher, dass alle Spuren der Peleus vernichtet werden müssten, und befahl, zwei Maschinengewehre auf die Brücke zu bringen. Colditz und auch Lenz protestierten gegen diese Entscheidung, wurden aber von Eck mit dem Argument, die Spurenvernichtung sei zum Schutz des Bootes notwendig, zurückgewiesen. Lenz verließ anschließend die Brücke.
Die Maschinengewehre wurden an Deck gebracht.
Das folgende Geschehen konnte auch im späteren Kriegsverbrecherprozess nicht vollständig aufgeklärt werden. Anscheinend machte Eck den anderen Offizieren bekannt, dass er die Rettungsflöße versenken wollte. Ein direkter Befehl, auf Überlebende im Wasser oder gezielt auf Überlebende auf Flößen zu schießen, wurde nicht erteilt. Es war allerdings offenkundig, dass die Versenkung der Flöße die Rettungschancen Überlebender vollständig zunichtemachen würde. Eck ging davon aus, dass die Flöße hohl seien und durchlöchert von Maschinengewehrfeuer sinken würden, tatsächlich bestanden die Rettungsflöße der Peleus allerdings aus schwimmfähigem Material.
Mittlerweile war es acht Uhr abends und dunkel; die Rettungsflöße waren als dunkle Umrisse auf dem Wasser zu erkennen. Wahrscheinlich befahl Eck Weispfennig, der in der Nähe des an Steuerbord angebrachten Maschinengewehrs stand, auf die Trümmer zu schießen, worauf dieser einige Geschosssalven auf ein etwa dreißig Meter entferntes Rettungsfloß schoss, bis das Maschinengewehr Ladehemmung hatte. Der zweite Offizier Hoffmann übernahm die Waffe, klärte die Ladehemmung und setzte den Beschuss fort. Weispfennig blieb auf der Brücke, ohne weiter an der Beschießung teilzunehmen. Das Boot bewegte sich in langsamer Fahrt durch die Trümmer und beschoss in Abständen die Rettungsflöße, wobei stets Hoffmann das Maschinengewehr bediente. Die Rettungsflöße waren allerdings aufgrund ihrer Bauweise nicht zu versenken. Hoffmann schlug den Einsatz der 37-mm-Flugabwehrkanone vor, die Explosivmunition verfeuerte. Dieses wie auch der Einsatz des 105-mm-Deckgeschützes wurde von Eck abgelehnt, der stattdessen befahl, die 20-mm-Zwillings-Flugabwehrkanonen auszuprobieren.
Auch diese größerkalibrigen Waffen waren ungeeignet, die Rettungsflöße zu versenken, so dass jemand den Einsatz von Sprengladungen vorschlug. Diesen Vorschlag lehnte Eck ab, da er nicht wollte, dass ein Mitglied seiner Besatzung das Boot verließ. Eck befahl, Handgranaten auf die Brücke zu bringen und manövrierte das Boot näher an ein Floß. Hoffmann warf mehrere Handgranaten auf mindestens zwei Flöße, die auch diesem Versenkungsversuch widerstanden.
Eck nahm an, dass bei Beginn des Beschusses alle Überlebenden die Flöße verlassen hätten. Dass diese durch den Beschuss getroffen werden könnten und dass die Vernichtung der Flöße ihre Überlebenschancen reduzieren würde, war ihm bewusst. Ecks Annahme war falsch: Der Wachoffizier der Peleus hatte sich bei Beginn des Beschusses auf den Boden eines Rettungsfloßes gelegt und beobachtet, wie ein anderer Seemann auf demselben Floß vom Maschinengewehrfeuer getötet wurde. Durch die später geworfenen Handgranaten wurde der Wachoffizier verwundet. Der dritte Offizier der Peleus beobachtete auf seinem Floß, wie zwei griechische Seeleute getötet wurden; er selbst wurde schwer verletzt. Ein weiterer Seemann tauchte hinter ein Floß und beobachtete, dass einige im Wasser schwimmende Überlebende der Versenkung durch Maschinengewehrfeuer getroffen wurden.
Die Besatzung von U 852 unter Deck war mit Ausnahme von Lenz nicht über die Vorgänge informiert, konnte sich das Geschehen allerdings aus dem langsamen Manövrieren und den Befehlen, Maschinengewehre und Handgranaten auf die Brücke zu bringen, denken. Die Versuche, die Trümmer zu versenken, hatten einige Zeit in Anspruch genommen. Beim fälligen Wachwechsel übernahm Hoffmann, der schon die gesamte Zeit auf der Brücke gewesen war, die Wache von Colditz, der unter Deck ging. Eck gab einem der Matrosen, die zur Ablösung der Wache auf die Brücke gekommen war, den Befehl, das Maschinengewehr abzufeuern, was dieser tat. Dieser Matrose, Wolfgang Schwender, gab einen Feuerstoß ab, dann hatte das MG eine Ladehemmung. Als Schwender die Ladehemmung behoben hatte, kam der Leitende Ingenieur Lenz zurück auf die Brücke, schob Schwender beiseite und schoss auf das Floß. Nach Lenz’ Angaben im späteren Prozess tat er dies, weil er annahm, dass sich der dritte Offizier der Peleus auf diesem Floß befand und Lenz nicht wünschte, dass dieser als Offizier durch einen „schlechten Soldaten“ getötet würde.
Nachdem von acht Uhr abends bis ein Uhr morgens alle Versuche gescheitert waren, Spuren der Peleus zu beseitigen, entschied Eck, die Versuche abzubrechen, um bei Tagesanbruch möglichst weit entfernt zu sein, und ließ das Boot unter maximaler Fahrt ablaufen. Zurück blieben vier Überlebende, von denen drei 35 Tage später durch einen portugiesischen Dampfer gerettet wurden. Der dritte Offizier der Peleus war 25 Tage nach der Versenkung an Wundbrand und Gelbfieber verstorben.

## An-Land-Setzen von U 852 und Gefangennahme der Angeklagten
Ecks Befürchtung, dass die Versenkung der Peleus durch die gegnerische Luftüberwachung entdeckt werden könnte, traf nicht zu. Durch einen von Eck am 15. März abgesetzten Funkspruch, den die gegnerische Funkpeilung auffing, erfuhren die Briten, dass ein U-Boot nordwestlich von Kapstadt operierte. Am 1. April versenkte Eck den britischen Frachter Dahomian. Nach dieser Versenkung unternahm Eck keinen Versuch, die Überlebenden zu befragen, die am nächsten Tag durch südafrikanische Minensuchboote gerettet wurden. Die Versenkung des Schiffes löste starke Anti-U-Boot-Maßnahmen aus, die keinen Erfolg zeigten. Am 3. April setzte Eck einen langen Funkspruch an den BdU ab. Dieser wurde von den Briten aufgefangen und ermöglichte ihnen, Ecks Position zu bestimmen. U 852 blieb noch zwei Wochen in den Gewässern um Kapstadt und suchte nach Zielen; dann entschied Eck, die Fahrt nach Penang fortzusetzen. Inzwischen waren die Überlebenden der Peleus gerettet worden, wodurch diese Geschehnisse bekannt wurden.
Die Gewässer an der Ostküste Afrikas waren zu der Zeit bereits gut überwacht. Eine Hunter-Killer-Gruppe um zwei Geleitflugzeugträger war dort stationiert, dazu kamen alliierte Luftwaffenstützpunkte auf dem Addu-Atoll und der Insel Diego Garcia. Am 30. April ortete die britische Funkaufklärung U 852 vor der Küste Somalias, worauf eine Suchaktion von der britischen Basis in Aden gestartet wurde. Am 2. Mai kurz nach Sonnenaufgang entdeckten sechs Wellingtons der RAF U 852 an der Oberfläche. Sie griffen aus der Sonne kommend sofort an und überraschten das Boot. Sechs Wasserbomben rund um das Boot erschütterten dieses, eine der Bomben zerstörte zudem die 37-mm-Flugabwehrkanone. Hoffmann, der wachhabende Offizier, befahl sofort ein Nottauchmanöver. Zwar gelang es zu tauchen, bevor die Flugzeuge einen zweiten Angriff fliegen konnten, allerdings hatte U 852 mehrere Wassereinbrüche erlitten. Außerdem waren einige Batteriezellen gerissen, so dass sich im Boot tödliches Chlorgas bildete. Nach einer Viertelstunde musste das Boot wieder auftauchen, wobei durch den steilen Auftauchwinkel weitere Batteriezellen ausliefen. Nach dem Auftauchen bemannte die Besatzung die Flugabwehrkanonen, während die Flugzeuge einen weiteren Anflug unternahmen. Bei diesem wurde Colditz getötet. Eck erkannte, dass das Boot, das aufgrund der Schäden nicht mehr tauchen konnte, nicht mehr zu retten war, und entschied sich, es auf die somalische Küste zu setzen, um seine Mannschaft zu retten. Trotz weiterer Anflüge der Wellingtons erreichte das U-Boot die Küste und lief dort wie geplant auf Grund. 
Als die Besatzung das Boot verließ, setzten die Wellingtons den Beschuss fort und töteten sieben Deutsche; die übrigen 59 Besatzungsmitglieder wurden von britischen Streitkräften gefangen genommen. Die Sprengladungen, mit denen die Besatzung U 852 zerstören wollte, zündeten nur teilweise. Entgegen den Befehlen wurde das Kriegstagebuch des U-Bootes nicht vernichtet; es belegte, dass U 852 die Peleus versenkt hatte.

## Der Kriegsverbrecherprozess

### Die Vorbereitungen
Mit dem Kriegstagebuch konfrontiert, unterzeichnete der Leitende Ingenieur Lenz eine beeidigte Erklärung über den Peleus-Vorfall. Der britische Marinenachrichtendienst erhielt weitere beeidigte Erklärungen vom Obersteuermann und einem Matrosen, welche bis zur Wachablösung als Ausguck auf der Brücke gewesen waren. Zudem hatten die Briten die beeidigten Aussagen der drei Überlebenden der Peleus. Eck, der Zweite Offizier Hoffmann, der Bordarzt Weispfennig, Lenz und der Matrose Schwender, der einen Feuerstoß aus einem Maschinengewehr auf ein Floß abgegeben hatte, wurden nach Großbritannien gebracht. Es wurde entschieden, den Prozess nach Kriegsende im besiegten Deutschland stattfinden zu lassen.
Nach Kriegsende 1945 wurden die fünf Verdächtigen in das Gefängnis in Hamburg-Altona verlegt und am 6. Oktober 1945 formell angeklagt. Die Anklage umfasste zwei Punkte. Der erste war, dass die Versenkung der Peleus gegen die Regeln und Gesetzes des Krieges verstoßen habe, womit gemeint war, dass die Versenkung gegen das Prisenrecht, wie es im Londoner U-Boot-Protokoll und in der Seekriegskonvention von 1908 festgelegt war, verstoßen habe. Der zweite Anklagepunkt lautete darauf, an der Tötung der Besatzungsmitglieder der Peleus beteiligt gewesen zu sein.
Die fünf Angeklagten wählten Albrecht Wegner, einen Experten für Internationales Recht, als gemeinschaftlichen Ratgeber für die Verteidiger. Ecks Verteidiger war der Hamburger Rechtsanwalt Todsen. Hoffmann wurde durch die Anwälte Max Pabst und Gerd-Otto Wolff vertreten, Pabst vertrat daneben noch den Matrosen Schwender. Lenz entschied sich für Major Lermon, einen Anwalt vom Hauptquartier der Achten Britischen Armee, als Verteidiger. Die Verteidiger erhielten das Mandat am 13. Oktober; der Prozessbeginn war für den 17. Oktober angesetzt.

### Zusammensetzung des Gerichts
Vorsitzender des Gerichtes war der Kronanwalt A. Melford Stevenson, ein britischer Major. In der Jury saßen drei Offiziere der britischen Armee, zwei der britischen Marine und zwei Offiziere der Königlich Griechischen Marine. Ankläger war Oberst Halse, ebenfalls von der Britischen Armee. Der Prozess fand nach englischem Strafprozessrecht und in englischer Sprache statt, wobei den Angeklagten Dolmetscher zur Seite standen.

### Der erste Prozesstag
Direkt nach Eröffnung des Prozesses am 17. Oktober beantragte Major Lermon für die Verteidiger einen einwöchigen Verhandlungsaufschub, da vier Tage Vorbereitung keine angemessene Strafverteidigung gewährleisteten. Insbesondere würden die deutschen Rechtsanwälte Zeit brauchen, sich mit dem für sie ungewohnten Prozessrecht vertraut zu machen. Außerdem waren für die Verteidigung wichtige Zeugen noch nicht eingetroffen. Dieser Antrag wurde vom Gericht abgelehnt, das die Anklagevertreter aufforderte, den Fall zu präsentieren.
Zum ersten Anklagepunkt (Verletzung des Prisenrechts), wies Lermon die Anklage für alle Angeklagten zurück, da die rechtliche Interpretation des Prisenrechts, die der Anklage zugrunde lag, fehlerhaft sei. Dieser Anklagepunkt wurde mit Zustimmung der Anklage vom Gericht tatsächlich fallen gelassen.
Die Anklage führte zu Beginn der Beweisaufnahme die drei eidesstattlichen Erklärungen der Überlebenden der Peleus ein. Die Verteidigung versuchte, die Verwendung der beeidigten Aussagen der Überlebenden zurückzuweisen, da die Verwendung nur zulässig sei, wenn die Zeugen nicht zur Verfügung ständen. Tatsächlich ständen die Überlebenden der britischen Admiralität zur Verfügung. Durch die Verwendung der schriftlichen Aussagen ständen die Zeugen nicht für ein Kreuzverhör zur Verfügung. Auch dieser prozessuale Einwand wurde vom Gericht zurückgewiesen.
Die Anklage rief dann fünf Mannschaftsmitglieder von U 852 in den Zeugenstand. Deren Befragung konnte die Anklage, es sei gezielt auf Überlebende geschossen worden, nicht untermauern.
Abschließend präsentierte die Anklage Dokumente, um zu belegen, dass die Peleus unter britischer Charter gefahren war und die drei Überlebenden tatsächlich Besatzungsmitglieder gewesen seien.
Zu Beginn der Beweisführung der Verteidigung beantragte diese erneut eine einwöchige Unterbrechung zur Vorbereitung, da Zeugen und Dokumente weiterhin fehlten. Das Gericht machte deutlich, dass es eine Verlängerung des Prozesses nicht wünschte; es gewährte eine Unterbrechung bis zum nächsten Nachmittag.

### Der zweite Prozesstag
Die Verteidigung begann ihre Argumentation damit, dass das tatsächliche Geschehen von allen Angeklagten nicht bestritten werde. Die Zerstörung der Rettungsflöße sei eine operative Notwendigkeit aufgrund der Anwesenheit von Anti-U-Boot-Einheiten im Südatlantik gewesen. Dass dieses für die Überlebenden die Rettungschancen minimiert habe, sei dabei unausweichlich gewesen; die Tötung Überlebender sei nicht Ziel der Handlungen der Angeklagten gewesen.
Anschließend führte Wegner, der Spezialist für internationales Recht, aus, dass die Regeln der Kriegsführung, auf die die Anklage abstellte, unpräzise und vage seien, da keine konkrete Norm oder internationale Vereinbarung genannt sei. Auch sei der Grundsatz nulla poena sine lege verletzt. Zuletzt wies Wegner darauf hin, dass Kriegsverbrechen den juristischen Vorsatz verlange, ein Verbrechen zu begehen.
Nach Wegners eher akademischen Ausführungen sprach wieder Ecks Verteidiger Todsen, der darauf Bezug nahm, dass bereits im Ersten Weltkrieg beide Seiten unter bestimmten Bedingungen Rettungsboote, ja sogar Überlebende im Wasser, angegriffen hätten. Todsen spielte dabei auf zwei Vorfälle an, bei denen ein britisches Q-Schiff Überlebende versenkter deutscher U-Boote angegriffen hatte. Die Anklage erwiderte darauf, dass sie in dem Fall, dass die Verteidigung Beweise für solche Vorfälle bringen würde, einen Aufschub für die Vorbereitung einer Widerlegung beantragen würde. Das Gericht deutete an, dass es einem solchen Antrag entsprechen werde.
Todsen hatte aufgrund der fehlenden Vorbereitungszeit der Verteidigung keine Beweise und zog sich auf die Argumentation zurück, dass diese Vorgänge allgemein bekannt seien und daher vom Gericht berücksichtigt werden müssten. Es ist nicht bekannt, wieso Todsen an dieser Stelle aufgab, nachdem die Anklage angekündigt hatte, einen Aufschub zu beantragen, obwohl die Verteidigung selbst noch am Tag zuvor einen einwöchigen Aufschub beantragt hatte.
Als Nächstes rief die Verteidigung Eck selbst in den Zeugenstand.
Eck war kein für die Verteidigung nützlicher Zeuge, weil er auf die Fragen kurz und brüsk antwortete und seine Gründe, über alliierte Flugzeuge so besorgt gewesen zu sein, nicht verständlich erläuterte. Eck erklärte, dass sein einziger Grund, die Rettungsflöße zu zerstören, seine Besorgnis gewesen sei, dass diese am nächsten Morgen aus der Luft entdeckt werden könnten; zudem sei er besorgt gewesen, dass die Flöße mit Funk ausgerüstet seien. Eck betonte, es sei niemals sein Vorsatz gewesen, die Überlebenden zu töten, auch wenn diese aufgrund der Zerstörung der Rettungsmittel mit Sicherheit gestorben wären. Eck erläuterte auch, wieso er den Einsatz von Maschinengewehren und, nachdem diese keinen Erfolg hatten, von Handgranaten angeordnet hatte, und dass er davon ausgegangen sei, die Rettungsflöße seien beim ersten Maschinengewehrfeuer verlassen worden; ihm sei allerdings bewusst gewesen, dass er sich bei dieser Annahme hätte irren können. Eck unterstrich auch, dass er den Befehl hatte, auf keinen Fall Überlebende in irgendeiner Weise zu unterstützen. Eck schloss seine Aussage damit, dass er erklärte, wieso er seiner Besatzung seine Entscheidung mitgeteilt habe.
Im Verhör agierten Eck und sein Verteidiger unglücklich. Zunächst gelang es ihnen nicht, den Eindruck zu vermeiden, Eck habe die Vernichtung aller Spuren der Peleus anordnen wollen, was auch die Überlebenden einschloss. Todsen fragte anschließend, wie sich nach Ansicht von Eck seine Feinde in derselben Situation verhalten hätten. Durch diese Frage ermöglichte er Eck, über den Laconia-Zwischenfall zu berichten, bei dem ein amerikanischer Bomber U 156 angegriffen hatte, das unter einer Rotkreuzfahne fahrend Rettungsboote der Laconia abgeschleppt hatte. Für Eck war aufgrund dieses Zwischenfalls klar gewesen, dass auch der Feind militärische Gründe über die Sicherheit Schiffbrüchiger gestellt hatte.
Im folgenden Kreuzverhör verlor die Verteidigung an Boden. Zunächst arbeitete die Anklage durch ihre Fragestellung den Widerspruch zwischen Ecks Besorgnis über Flieger beim Peleus-Zwischenfall und dem Umstand, dass U 852 von Fliegern am Tag an der Oberfläche gefunden worden war, heraus; dann wandte sie sich dem Peleus-Zwischenfall selbst zu und zwang Eck zu dem Eingeständnis, dass er ungefähr 20 Überlebende im Wasser vermutet habe. Anschließend versuchte sie, Eck zu dem Eingeständnis zu bringen, er habe die Versuche der Versenkung der Flöße aufgegeben, weil es keine Überlebenden mehr gegeben habe, und damit eine der Grundlinien der Verteidigung zu untergraben. Dieses konnte Eck noch vermeiden, nicht jedoch, dass er den Eindruck erweckte, ihm sei das Schicksal der Überlebenden gleichgültig gewesen.
Das Gericht eröffnete seine Befragung Ecks mit der Frage, wie oft Eck insgesamt sinkende Schiffe gesehen habe. Es zielte darauf, dass die Versenkung von Schiffen fast immer Spuren in Form von Ölflecken aus Schmieröl oder Treibstofftanks hinterließ und die Vernichtung allein der Rettungsflöße daher keinen Sinn ergeben hätte. Das Gericht fragte Eck dann, wieso Eck nicht von Anfang an mit höchster Fahrt abgelaufen sei, wieso Eck nicht überprüft habe, ob die Rettungsflöße über Funk verfügten, und entlockte Eck auch, dass der erste Offizier Colditz (der gefallen war) gegen die Entscheidung Ecks protestiert hatte. Letzteres war für die Verteidigung der anderen vier Angeklagten schlecht, da diese sich darauf beriefen, einem Befehl gehorcht zu haben.
Insgesamt verlief der zweite Prozesstag für die Angeklagten schlecht, weil die operative Notwendigkeit der Zerstörung der Rettungsflöße nicht vermittelt werden konnte.

### Der dritte Prozesstag
Der dritte Verhandlungstag begann morgens und mit der Fortsetzung des Kreuzverhörs Ecks durch die Verteidiger der Mitangeklagten. Für die Mitangeklagten war es wichtig hervorzuheben, dass sie auf Befehl gehandelt hätten und dass die Missachtung oder Verweigerung eines Befehls ein Kapitalverbrechen gewesen sei. Eck beantwortete die darauf zielenden Fragen zufriedenstellend.
Anschließend rief Todsen, Ecks Verteidiger, einen der Mitarbeiter des britischen Marinenachrichtendienstes auf, der die Verhöre der Angeklagten durchgeführt hatte, und befragte diesen zunächst zur Dichte der Luftüberwachung über dem Südatlantik. Es stellte sich heraus, dass maximal fünf bis sechs Flugzeuge zur Überwachung des Gebietes zwischen Freetown und der Insel Ascension zur Verfügung standen und dass von Zeit zu Zeit Flugzeugträger in dem Gebiet eingesetzt waren. Todsen lenkte dann die Befragung auf den Laconia-Zwischenfall, um durch den britischen Zeugen den Laconia-Befehl von Karl Dönitz einzuführen, und bereitete so den Aufruf des Zeugen vor, den die Verteidigung als ihren wichtigsten Zeugen ansah: Korvettenkapitän Adalbert Schnee.
Schnee war einer der erfolgreichsten U-Boot-Kommandanten gewesen und Träger des Ritterkreuzes des Eisernen Kreuzes mit Eichenlaub. Außerdem war er zwei Jahre im Stab des BdU gewesen und hatte Eck vor dem Auslaufen instruiert. Todsen begann die Befragung damit, Schnee dieses Gespräch wiedergeben zu lassen, und leitete dann zu der Frage über, wie lange die Reste eines versenkten Schiffes aus der Luft sichtbar waren, was Schnee mit „einigen Tagen“ beantwortete. Schnee bestätigte auch, dass man dies durch die Versenkung größerer Trümmer verkürzen könne.
Als Nächstes versuchte Todsen, den Einwand des bei einer Versenkung verbleibenden Ölflecks mit Hilfe Schnees zu entkräften. Schnee bestätigte zwar, dass die Versenkung eines ölgefeuerten Dampfers wie der Peleus einen Ölfleck hinterließ, wies aber auch darauf hin, dass Ölflecke auf Schifffahrtsstraßen nicht ungewöhnlich seien, da sie auch beim Reinigen der Bilgen entstünden. Todsen befragte Schnee weiter, welche Waffe er an Ecks Stelle verwendet hätte, um Rettungsflöße zu versenken. Schnee äußerte, dafür seien sowohl die Bordkanone als auch Sprengladungen ungeeignet; er hätte ebenfalls Maschinengewehre benutzt. Insgesamt stützte Schnee die Position der Verteidigung, bevor die Anklage ihn ins Kreuzverhör nahm. Nach einer kurzen einleitenden Befragung stellte die Anklage dann Schnee die hypothetische Frage, was er in Ecks Position nach der Versenkung der Peleus gemacht hätte. Bevor Schnee antworten konnte, unterbrach Major Lermon, der im englischen Prozessrecht erfahrenste Verteidiger, dass es notwendig sei, Schnee darauf hinzuweisen, dass er diese Frage nicht beantworten müsse, wenn er sich durch die Beantwortung der Gefahr einer Strafverfolgung aussetzen würde. Der Gerichtsvorsitzende wies Schnee darauf hin, dass er keine Fragen beantworten müsse, durch die er sich einer Verfolgung für Kriegsverbrechen aussetzen würde. Diese Aufklärung brachte Schnee in das Dilemma, dass die Verweigerung einer Antwort indirekt das Eingeständnis von Kriegsverbrechen gewesen wäre.
Nachdem der wichtige Zeuge der Verteidigung so in die Enge getrieben war, wiederholte die Anklage die hypothetische Frage, die Schnee nicht im Sinne der Verteidigung beantworten konnte: sowohl eine Nichtbeantwortung als auch die Antwort, er hätte gleich gehandelt, hätte ihn selbst gefährdet. Schnee bemühte sich, die Beantwortung zu vermeiden, musste dann aber einräumen, dass er vermutete, Eck habe die Nerven verloren. Auf nochmalige Nachfrage bestätigte Schnee, er hätte anders gehandelt. Die Anklage hatte damit einen Zeugen der Verteidigung demontiert und ihre eigene Position gestärkt; sie nutzte Schnees Aussagen auch, um ihre eigene Beweisführung zu untermauern. Schnee bestätigte, dass er von keinem vergleichbaren Fall wusste, in dem ein U-Bootkommandant ähnlich wie Eck gehandelt hatte, und dass der BdU niemals die Tötung von Überlebenden gebilligt hatte. Die Anklage schloss ihr Kreuzverhör Schnees mit der Frage, ob es spezielle Befehle gegeben habe, Überlebende nicht zu töten, was Schnee damit beantwortete, dass dies stehender Befehl seit Kriegsausbruch gewesen sei.
Todsen versuchte, den Schaden, den der Chefankläger in der Beweisführung der Verteidigung angerichtet hatte, zu begrenzen, indem er seinerseits Schnee die hypothetische Frage stellte, was er in Ecks Lage gemacht hätte. Schnee setzte sich in Widerspruch zu seiner vorherigen Aussage und bestätigte, er hätte versucht, die Trümmer zu versenken. Die Anklage nutzte diese Gelegenheit, um Schnee zu dem Eingeständnis zu bringen, er habe nie selbst versucht, ein Rettungsfloß mit einem Maschinengewehr zu versenken und dieses auch nie gesehen.
Schnees Kreuzverhör wurde durch die Verteidiger der übrigen Angeklagten fortgesetzt. Er bestätigte auf die Frage Pabsts, des Verteidigers Schwenders, dass Eck als Vorgesetzter berechtigt gewesen sei, bei Befehlsverweigerung von der Schusswaffe Gebrauch zu machen. Anschließend wurde er aus dem Zeugenstand entlassen.
Als Nächstes wurde der Angeklagte Hoffmann von seinem Verteidiger in den Zeugenstand gerufen, dessen Befragung aber nichts Neues erbrachte, da das Gericht bereit war, den guten Leumund Hoffmanns als wahr zu unterstellen. Das folgende Kreuzverhör durch die Anklage war für Hoffmann verhängnisvoll. Der Ankläger veranlasste Hoffmann zunächst zum Eingeständnis, dass er angenommen habe, dass sich Überlebende auf den Flößen befunden hätten. Als die Anklage außerdem noch herausstellte, dass Hoffmann nie von Eck befohlen worden war zu schießen, war Hoffmanns Schicksal besiegelt.
Der nächste Angeklagte im Zeugenstand war der Bordarzt Weispfennig, dessen Fall dadurch besonders schwer zu verteidigen war, da für ihn als Arzt der Eid des Hippokrates galt. Seine Befragung ebenso wie die der weiteren Mitangeklagten brachte nichts Neues.
Anschließend trat für die Verteidigung erneut Wegner auf. Dieser hatte eine längere rechtliche Erklärung vorbereitet und war nach der nächtlichen Arbeit an der Erklärung übermüdet. Seine Bitte um eine Vertagung wurde vom Gericht abgelehnt. Wegner hatte bereits in der Vergangenheit über einen Präzedenzfall aus dem Ersten Weltkrieg, in dem das deutsche U-Boot U 86 Rettungsboote des englischen Schiffes Llandovery Castle beschossen hatte, wissenschaftlich gearbeitet. Über diesen Fall hatte 1921 das Reichsgericht zu entscheiden gehabt. Die damaligen Strafen, jeweils vier Jahre Haft für die beiden Angeklagten, waren in England als zu mild empfunden worden. Wegner hatte in einem Buch über den Fall die Verurteilung, nicht aber das Strafmaß, verteidigt. Als Sachverständiger konnte er die in ihn von der Verteidigung gesetzten Erwartungen nicht erfüllen. Seine Ausführungen waren ohne einen roten Faden; er verlor sich in nebensächlichen Begebenheiten. 

### Der vierte Prozesstag
Todsen hielt für Eck das erste Schlussplädoyer der Verteidigung, das er auf die Argumentationslinie stützte, die Versenkung der Rettungsflöße sei eine „operative Notwendigkeit“ gewesen. Ein Befehl, auf die Überlebenden der Peleus zu schießen, sei nicht erwiesen, für einen solchen Befehl habe es auch kein Motiv gegeben.
Als nächster der Verteidiger sprach Pabst für Weispfennig, Hoffmann und Schwender, wobei Pabst, statt das von der Beweisführung Erbrachte nochmals vorzutragen, sich der moderneren Methode bediente, die Schlussfolgerungen der Verteidigung vorzutragen. Er wies das Gericht darauf hin, dass es, wenn es zu einem Schuldspruch gelangen würde, entscheiden müsse, ob Mord, Totschlag oder Fahrlässige Tötung vorliege, wobei zu berücksichtigen sei, dass die Angeklagten in der fraglichen Nacht erregt und erschöpft gewesen seien. Mit diesem Argument wäre eine Verurteilung wegen Totschlags möglich gewesen. Pabst führte weiter aus, dass die drei auf Befehl gehandelt hätten, bevor er sich den Argumenten zugunsten der einzelnen seiner Mandanten zuwendete, beginnend mit dem leichtesten Einzelfall, dem des Matrosen Schwender. Dieser habe nur einen Feuerstoß abgegeben, und die Beweisaufnahme hatte nur ergeben, dass er dabei auf Wrackteile gezielt habe. Dafür, dass er an der Tötung von Menschen mitgewirkt habe, gebe es keinen Beweis.
Bei Hoffmann und Weispfennig lag dies anders. Beiden war nachgewiesen, dass sie geschossen hatten, und zudem war Hoffmann nicht im Dienst und Weispfennig als Arzt Nichtkombattant gewesen. Pabst hatte nur die Möglichkeit, sich auf die Rechtfertigung des befehlsgemäßen Handelns zu stützen, wofür er einen deutschen Präzedenzfall aus dem Ersten Weltkrieg anführen konnte, gegen dessen Entscheidung die britische Regierung nicht protestiert hatte.
Major Lermon begann sein Schlussplädoyer, indem er den Gedanken von Pabst aufgriff, dass gezielte Schüsse auf Überlebende nicht erwiesen seien. Der einzige Beweis dafür seien die schriftlichen Aussagen der Überlebenden, wobei Lermon heftig kritisierte, dass diese nicht als Zeugen gehört worden waren und nicht für ein Kreuzverhör zur Verfügung gestanden hatten. Auch Lermon berief sich darauf, dass Lenz auf Befehl gehandelt habe, um abschließend darzulegen, wieso es für seinen Mandanten eine Ehrenangelegenheit gewesen sei, statt Schwender zu schießen.
Der Ankläger, Colonel Halse, erklärte die Überzeugung der Anklage, Ecks Befehl sei kaltblütiger Mord und damit offenkundig illegal gewesen. Aufgrund dessen könnten sich Ecks Mitangeklagten nicht darauf berufen, einem Befehl gefolgt zu haben. Die Anklage sei auch voll von der Schuld Hoffmanns überzeugt, der zugegeben habe, geschossen und Handgranaten geworfen zu haben. Für Weispfennig fand Halse besonders scharfe Worte, da sein Handeln im absoluten Gegensatz zu allen ärztlichen Pflichten gestanden habe. Schwender schließlich müsse gewusst haben, dass er auf Menschen schoss.
Nach einer Mittagspause fasste der Vorsitzende das Geschehen nach der Versenkung der Peleus für die Geschworenen zusammen, indem er Argumente der Verteidigung und der Anklage gegenüberstellte und dabei im Stil eines Anklägers Argumente der Verteidigung entkräftete. Nach dieser Zusammenfassung des Prozessstoffs zog sich die Jury zurück und kehrte nach 40 Minuten mit einem Schuldspruch für alle Angeklagten zurück in den Sitzungssaal.
Gemäß dem britischen Recht trat man dann in die Verhandlung über das Strafmaß ein, beginnend mit der Verteidigung. Wieder sprach Todsen zuerst und erneuerte zunächst die Argumentation, die Versenkung der Peleus sei eine rechtmäßige Kriegshandlung gewesen und die Vernichtung der Rettungsmittel notwendig. Dann nahm Todsen das Argument auf, das Schnee bemüht hatte, um Ecks Verhalten zu erklären. Im Gegensatz zu Schnee, der ein hocherfahrener U-Boot-Kommandant gewesen sei, sei es Ecks erste Feindfahrt als Kommandant gewesen. Aufgrund dessen könne man aus Schnees Aussage, er hätte sich anders verhalten, nichts zum Nachteil von Eck schließen.
Für die Mitangeklagten Ecks wurden Leumundszeugen gehört, und Pabst führte nochmals für Weispfennig und Schwender aus, welche Auswirkungen der Befehlsdruck auf diese gehabt habe. Unter den Bedingungen eines U-Bootes hätten diese dem Kommandanten vertrauen und sich auf diesen verlassen müssen.
Nachdem Major Lermon nochmals erklärt hatte, Lenz als Offizier habe dem Matrosen Schwender zwar aus einem unlogischen, aber nicht unritterlichen Motiv, also aus einem unlogischen Verständnis von Offiziersehre, das Maschinengewehr abgenommen und weitergeschossen, zog sich die aus sieben Offizieren bestehende Jury erneut zur Beratung zurück.
Die Jury beriet weniger als eine Stunde über das Strafmaß der fünf Angeklagten. Gegen Eck, den Zweiten Offizier Hoffmann und den Bordarzt Weispfennig verhängte sie wegen Kriegsverbrechens die Todesstrafe. Lenz wurde zu lebenslanger Haft verurteilt, der Matrose Schwender erhielt eine Haftstrafe von 15 Jahren.

## Nach dem Prozess

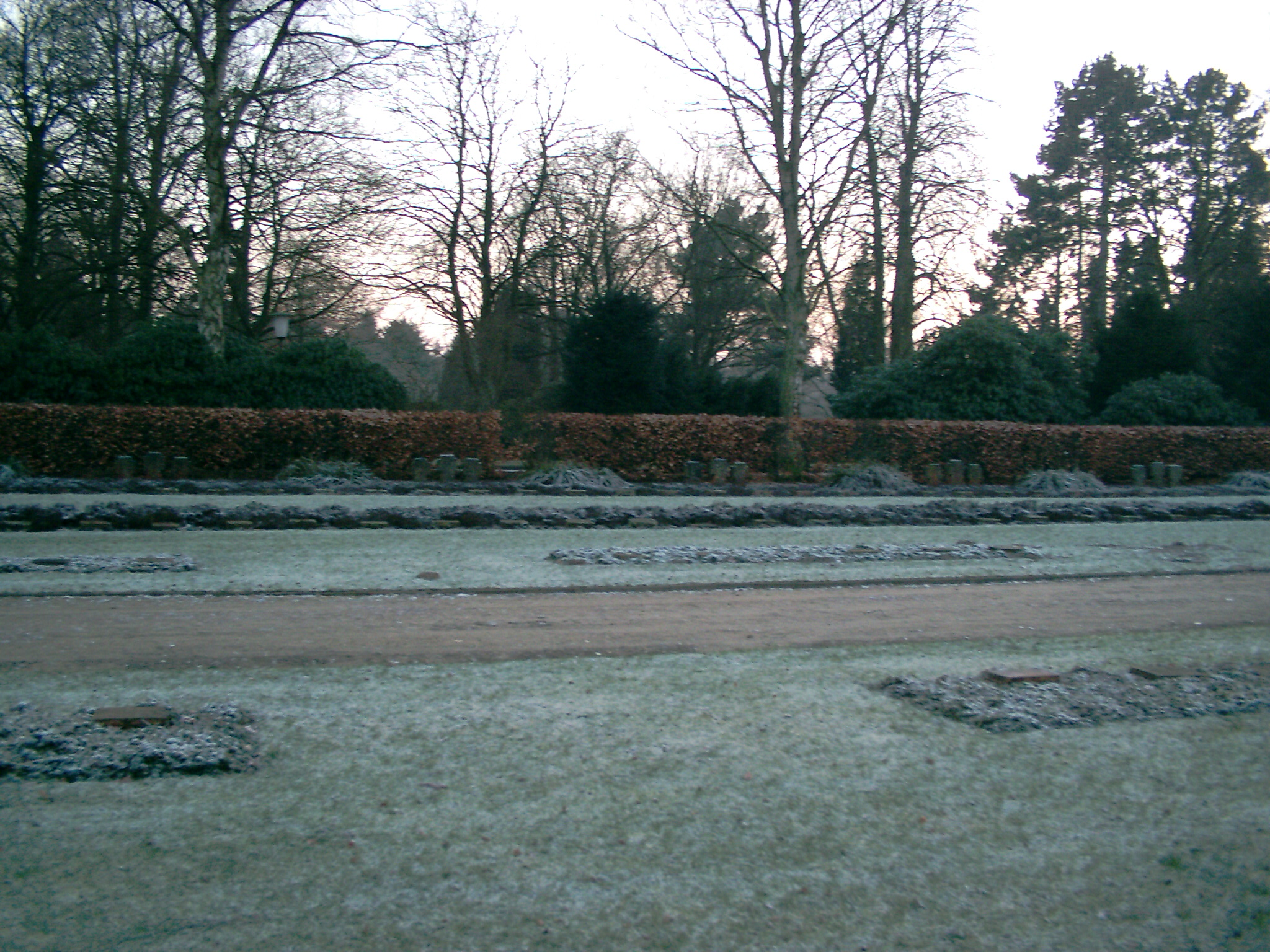
Grabareal, auf dem Eck beigesetzt wurde. Das Grab selbst war im Januar 2006 nicht aufzufinden.

Die Urteile wurden von den übergeordneten Dienststellen, zuletzt von Feldmarschall Bernard Montgomery als Befehlshaber der britischen Besatzungsstreitkräfte am 12. November 1945, bestätigt. Eck, Hoffmann und Weispfenning wurden am Morgen des 30. November 1945 im Hof der Haftanstalt Hamburg-Altona durch ein Erschießungskommando hingerichtet und auf dem Friedhof Hamburg-Ohlsdorf beerdigt. Die Gräber von Eck und Weispfenning sind nebeneinander angelegt.
Die mit ihnen Verurteilten mussten nicht die volle Dauer der gegen sie verhängten Strafen verbüßen. Der Matrose Schwender wurde im Dezember 1951 aus der Haft entlassen, der Bordingenieur Lenz im August 1952.

## Diskussion des Urteils
Der Prozess gegen Eck und seine Mitoffiziere ist außerhalb marinegeschichtlich interessierter Kreise heute kaum bekannt, da es größere Kriegsverbrecherprozesse wie die Nürnberger Prozesse gab, die mehr im Blickpunkt der Nachkriegsöffentlichkeit standen. Herangezogen wird der Prozess gelegentlich als Beispiel dafür, dass es Siegerjustiz gegeben habe.
Ein Vergleich des Eck-Verfahrens mit den Nürnberger Prozessen zeigt, dass letztere erheblich sorgfältiger vorbereitet wurden. Zwischen Überreichung der Anklageschrift und Verfahrensbeginn lagen beim Nürnberger Prozess gegen die Hauptkriegsverbrecher nicht vier Tage wie im Fall Ecks, sondern ein Monat. Während im Nürnberger Prozess gegen Karl Dönitz dessen Verteidiger Otto Kranzbühler sogar eine schriftliche Befragung amerikanischer Offiziere durchsetzen konnte, waren die Verteidiger im Eck-Verfahren beschränkt auf die Beweismittel, die sie bis zum Schluss der Beweisaufnahme beschaffen konnten. An der Fairness des Eck-Verfahrens bestehen zumindest Zweifel.
Ob Eck tatsächlich ein Kriegsverbrecher war, ist bei Marinehistorikern umstritten. Die Kritiker der Einstufung Ecks als Kriegsverbrecher folgen im Wesentlichen der im Prozess von der Verteidigung Ecks vorgegebenen Linie, die Versenkung der Rettungsflöße sei operativ notwendig gewesen. Auch in den Marinen der anderen Kriegsparteien habe es vergleichbare Handlungen gegeben, die nie Objekt gerichtlicher Untersuchungen geworden seien. Das Gericht sei von Anfang an voreingenommen gewesen, das Gerichtsverfahren unfair. Die Gegenansicht verweist darauf, dass keine operative Notwendigkeit bestanden habe, wie sich aus der Beweisaufnahme ergebe, insbesondere aus Schnees Aussage und dem Umstand, dass die Luftüberwachung entgegen Ecks Befürchtungen die Versenkung nicht entdeckte. Eck habe die Lage völlig falsch eingeschätzt, das Beschießen der Rettungsflöße sei daher bestenfalls unnötig gewesen. Eck habe gegen seine Befehle wie auch gegen die deutschen Gesetze verstoßen. Letztlich hätte ein faires Verfahren zum gleichen Urteil führen können.